# Orange Blue
Orange Blue ist eine deutsche Popgruppe, bestehend aus Volkan Baydar (Sänger und Komponist) (* 1971) und Vince Bahrdt (Songwriter, Piano und Schlagzeug) (* 1971).

## Bandgeschichte
1992 traf Orange Blue erstmals zusammen, um gemeinsam Musik zu machen. Über eine Annonce in dem Hamburger Szenemagazin Oxmox suchte die Soul-Cover-Band, in der Vince Bahrdt Schlagzeuger war, einen Sänger, und Volkan Baydar meldete sich. Erste Auftritte als The Question folgten. Als sich jene Band schließlich auflöste, blieben Baydar und Bahrdt zurück.
Schon bald produzierte Orange Blue zusammen seine eigenen Songs und versuchte, bei namhaften Plattenfirmen unter Vertrag zu kommen. Der gewünschte Erfolg blieb jedoch aus und beide Musiker mussten sich mit diversen Nebenjobs behelfen.
2000 brachten sie ihre Debütsingle She’s Got That Light heraus. Sie verkauften davon über 450.000 Einheiten im deutschsprachigen Raum und erreichte damit Goldstatus. 2000 verwendete ProSieben den Song für die Talkshow Arabella als Titelmusik. Ihr folgendes Debütalbum In Love With a Dream verkaufte sich 350.000 Mal und erhielt ebenfalls Gold. Orange Blue wurden für den Echo 2001 als Newcomer of the Year nominiert. Mittlerweile hat Orange Blue mehr als eine Million Tonträger verkauft.
Überdies waren die Hamburger Künstler bereits mehrfach für das US-Kino tätig und wirkten an den Soundtracks zu Filmen wie Walt Disneys Dinosaurier und dem Film America’s Sweethearts mit Julia Roberts und Catherine Zeta-Jones mit.
Danach trennte sich Orange Blue von ihrem Produzenten- und Management-Team und produzierte ihr drittes Album, Panta Rhei, mit verschiedenen Produzenten in Hamburg, Frankfurt am Main, München, Oslo, Los Angeles und den Großteil in New York mit Mark Plati, der sich bereits mit David Bowie, The Cure, Dido, Suzanne Vega, Tina Turner und Prince einen Namen gemacht hatte.
2005 nahm Orange Blue am deutschen Vorentscheid zum Eurovision Song Contest 2005 mit dem Titel A Million Teardrops teil, wurde aber nur Drittplatzierter.
Beide Musiker sind in weiteren Musikprojekten aktiv. Vince Bahrdt war 2016 zudem als Co-Produzent an drei Songs für Udo Lindenbergs Album „Stark wie zwei“ beteiligt.
Am 14. Februar 2020 erschien das Doppelalbum White | Weiss, das zur Hälfte aus englischen und zum ersten Mal auch aus deutschen Songs besteht. Am 24. Mai 2019 erschien bereits die erste Single Love Is Here, am 30. August 2019 die zweite Single Echter Freund, der erste je auf Deutsch veröffentlichte Song von Orange Blue, sowie am 29. November 2019 die dritte Single Die Welt steht still aus diesem Werk. Letztere wurde in der ZDF-Silvestersendung Willkommen 2020 zum ersten Mal präsentiert.

## Diskografie

### Studioalben
| Jahr | Titel                | Höchstplatzierung, Gesamtwochen, AuszeichnungChartplatzierungen (Jahr, Titel, Platzierungen, Wochen, Auszeichnungen, Anmerkungen) | Höchstplatzierung, Gesamtwochen, AuszeichnungChartplatzierungen (Jahr, Titel, Platzierungen, Wochen, Auszeichnungen, Anmerkungen) | Höchstplatzierung, Gesamtwochen, AuszeichnungChartplatzierungen (Jahr, Titel, Platzierungen, Wochen, Auszeichnungen, Anmerkungen) | Anmerkungen                                                |
| Jahr | Titel                | DE | AT | CH | Anmerkungen                                                |
| ---- | -------------------- | --- | --- | --- | ---------------------------------------------------------- |
| 2000 | In Love with a Dream | DE7 Gold · (31 Wo.)DE | AT37 (8 Wo.)AT | CH20 (19 Wo.)CH | Erstveröffentlichung: 16. Oktober 2000 Verkäufe: + 250.000 |
| 2001 | Songs of Liberty     | DE21 (13 Wo.)DE | — | CH73 (3 Wo.)CH | Erstveröffentlichung: 12. November 2001                    |
| 2004 | Panta Rhei           | DE60 (1 Wo.)DE | — | — | Erstveröffentlichung: 8. November 2004                     |
| 2007 | Superstar            | DE88 (1 Wo.)DE | — | — | Erstveröffentlichung: 16. März 2007                        |
| 2020 | White / Weiss        | DE48 (1 Wo.)DE | — | — | Erstveröffentlichung: 14. Februar 2020                     |

### Kompilationen
- 2003: Forever Orange Blue – Best of

### Singles
| Jahr | Titel Album                                         | Höchstplatzierung, Gesamtwochen, AuszeichnungChartplatzierungen (Jahr, Titel, Album, Platzierungen, Wochen, Auszeichnungen, Anmerkungen) | Höchstplatzierung, Gesamtwochen, AuszeichnungChartplatzierungen (Jahr, Titel, Album, Platzierungen, Wochen, Auszeichnungen, Anmerkungen) | Höchstplatzierung, Gesamtwochen, AuszeichnungChartplatzierungen (Jahr, Titel, Album, Platzierungen, Wochen, Auszeichnungen, Anmerkungen) | Anmerkungen                                              |
| Jahr | Titel Album                                         | DE | AT | CH | Anmerkungen                                              |
| ---- | --------------------------------------------------- | --- | --- | --- | -------------------------------------------------------- |
| 2000 | She’s Got That Light In Love with a Dream           | DE4 Gold · (30 Wo.)DE | AT11 (14 Wo.)AT | CH5 (30 Wo.)CH | Erstveröffentlichung: 29. April 2000 Verkäufe: + 250.000 |
| 2000 | Can Somebody Tell Me Who I Am? In Love with a Dream | DE33 (14 Wo.)DE | AT28 (12 Wo.)AT | CH38 (12 Wo.)CH | Erstveröffentlichung: 10. November 2000                  |
| 2001 | The Sun on Your Face Songs of Liberty               | DE49 (5 Wo.)DE | — | CH69 (5 Wo.)CH | Erstveröffentlichung: 1. Oktober 2001 Verkäufe: + 25.000 |
| 2002 | Forever Forever Orange Blue – Best of               | DE88 (1 Wo.)DE | — | CH93 (1 Wo.)CH | Erstveröffentlichung: August 2002                        |
| 2004 | But I Do Panta Rhei                                 | DE66 (5 Wo.)DE | — | — | Erstveröffentlichung: Juni 2004                          |
| 2005 | A Million Teardrops –                               | DE99 (1 Wo.)DE | — | — | Erstveröffentlichung: März 2005                          |
| 2007 | Love & Fear Superstar                               | DE56 (5 Wo.)DE | — | — | Erstveröffentlichung: Februar 2007                       |

Weitere Singles
2001: When Julie says
- 2019: Love is Here
- 2019: Echter Freund
- 2019: Die Welt steht still

## Auszeichnungen für Musikverkäufe
| Goldene Schallplatte - Belgien - 2004: für die Single The Sun On Your Face |

Anmerkung: Auszeichnungen in Ländern aus den Charttabellen bzw. Chartboxen sind in ebendiesen zu finden.
| Land/RegionAuszeichnungen für Musikverkäufe (Land/Region, Auszeichnungen, Verkäufe, Quellen) | Gold     | Platin | Verkäufe | Quellen           |
| -------------------------------------------------------------------------------------------- | -------- | ------ | -------- | ----------------- |
| Belgien (BRMA)                                                                               | Gold1    | —      | 25.000   | ultratop.be       |
| Deutschland (BVMI)                                                                           | 2× Gold2 | —      | 500.000  | musikindustrie.de |
| Insgesamt                                                                                    | 3× Gold3 | —      |          |                   |